# Zhongzhou, Hunan
Zhongzhou (kinesiska: 中洲, 中洲乡) är en socken i Kina. Den ligger i provinsen Hunan, i den södra delen av landet, omkring 98 kilometer norr om provinshuvudstaden Changsha. Antalet invånare är 26442. Befolkningen består av 12 920 kvinnor och 13 522 män. Barn under 15 år utgör 16,0 %, vuxna 15-64 år 74 %, och äldre över 65 år 9,0 %.
Genomsnittlig årsnederbörd är 1 793 millimeter. Den regnigaste månaden är maj, med i genomsnitt 260 mm nederbörd, och den torraste är januari, med 49 mm nederbörd.